# Château de Lamothe (Haute-Loire)
Le château de Lamothe est un château situé dans la commune française de Lamothe (Haute-Loire), construit essentiellement aux XVIIe et XVIIIe siècles à partir des vestiges d'un château fort du XIVe siècle.

## Histoire
Un château fort est construit au XIVe siècle. Il sert de base à la construction de l'actuel édifice, aux XVIIe et XVIIIe siècles. Jusqu'à la Révolution française, il a successivement appartenu aux Dauphins d'Auvergne, à la maison de Polignac, aux familles de Montboissier-Beaufort-Canillac et de Barentin. L'édifice est ensuite devenu propriété de la commune ; une partie a été transformée en école et en presbytère. C'est désormais une propriété privée.

## Architecture

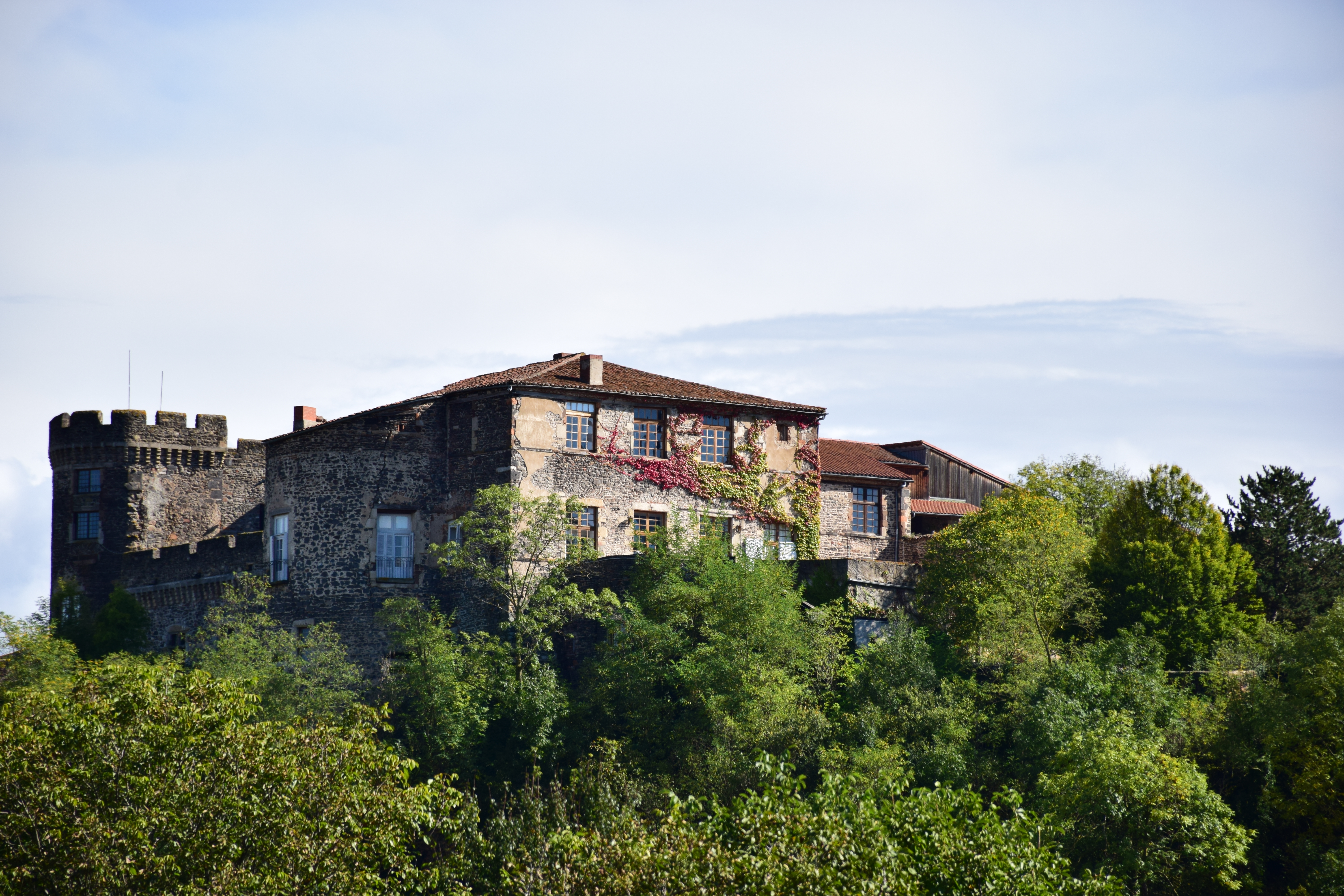
Vue sur les façades nord et ouest.
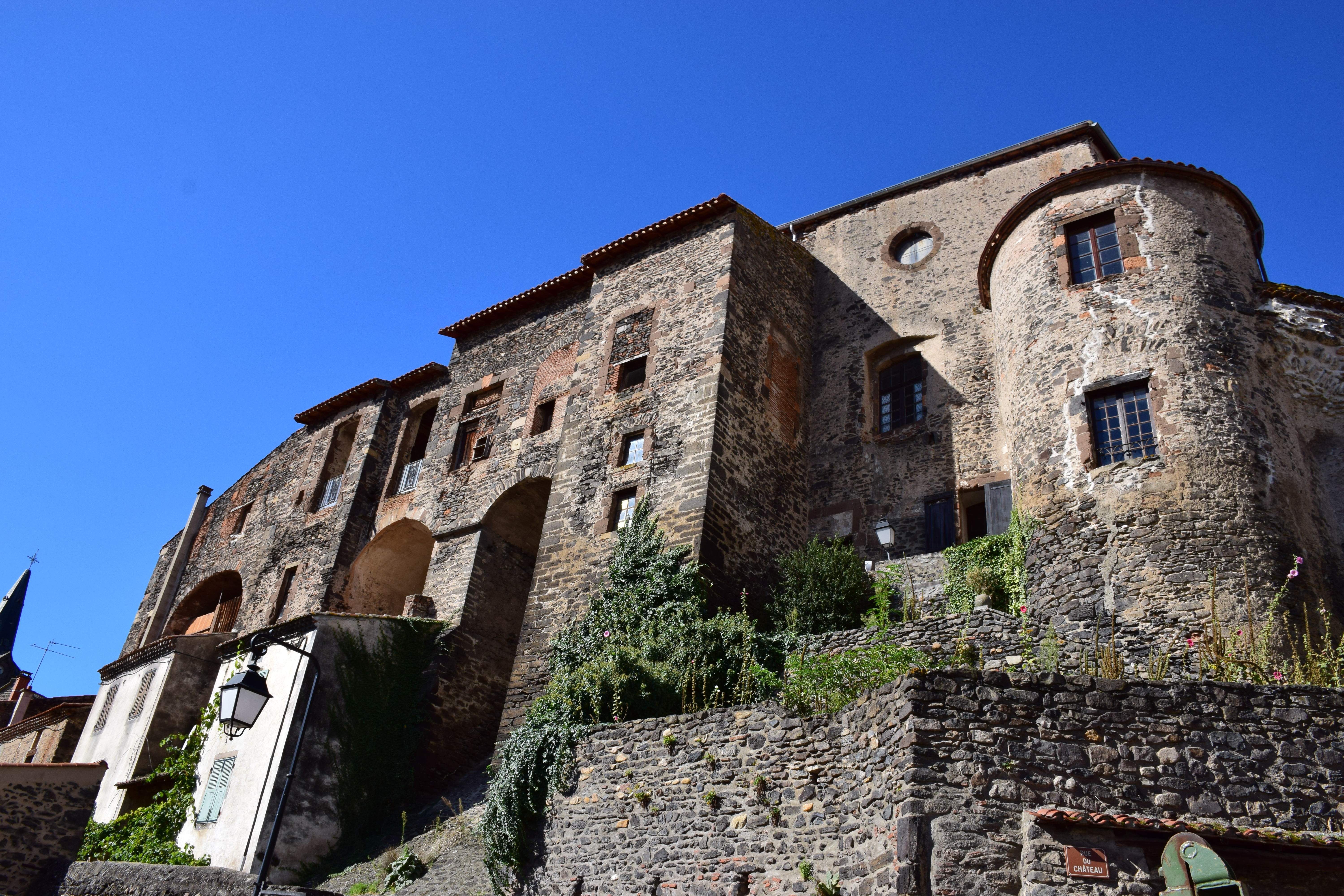
La façade sud depuis la Grande-Rue en contrebas.